# Марія Кончіта Алонсо
Марія Кончіта Алонсо (ісп. María Conchita Alonso; 29 червня 1957) — американська акторка та співачка кубинського походження.

## Біографія
Народилася 29 червня 1957 року в місті Сьєнфуегос, Куба. Батько Рікардо Алонсо, мати Кончіта Бустільо. У 1962 році сім'я переїхала до Венесуели. У 1971 році перемогла у конкурсі «Міс Тінейджер Світу», а в 1975 році зайняла 5-е місце на конкурсі «Міс світу». Після цього Марія стала топмоделлю і завоювала у Венесуелі популярність як акторка і співачка.
У 1979 році вона випустила альбом «Love Maniac», який став «золотим», а однойменна пісня зайняла перші місця в музичних чартах. Потім були такі ж успішні альбоми «The Witch» та «Dangerous Rhythm». Найбільшу популярність серед іспаномовного населення завоювала її пісня «Vamos a Bailar», яку написав відомий музикант Джорджо Мородер як саундтрек до фільму «Обличчя зі шрамом». Справжньою зіркою Алонсо зробив альбом «Maria Conchita», а в 1985 році вона номінувалася на премію «Греммі» як «Найкращий латинський виконавець».
У 1984 році Марія Кончіта Алонсо дебютувала в Голлівуді у фільмі «Москва на Гудзоні», де її партнером став Робін Вільямс. Потім вона знялася в таких популярних фільмах, як «Людина, що біжить» (1987) з Арнольдом Шварценеггером, «Поцілунок вампіра» (1988) з Ніколасом Кейджем, «Кольори» (1988) з Шоном Пенном та «Хижак 2» (1990) з Денні Ґловером.

## Фільмографія
| Рік  |    | Українська назва            | Оригінальна назва        | Роль                                                            |
| ---- | -- | --------------------------- | ------------------------ | --------------------------------------------------------------- |
| 1982 | с  | Лицар доріг                 | Knight Rider             | Марі Єлена Казафранка (епізод "Forget Me Not")                  |
| 1984 | ф  | Москва на Гудзоні           | Moscow on the Hudson     | Лючія Ломбардо                                                  |
| 1984 | ф  | Місто страху                | Fear City                | Сільвер                                                         |
| 1986 | ф  |                             | Touch and Go             | Деніс ДеЛеон                                                    |
| 1987 | ф  | Всі запобіжні заходи        | Extreme Prejudice        | Саріта Сіснерос                                                 |
| 1987 | ф  | Людина, що біжить           | The Running Man          | Амбер Мендес                                                    |
| 1988 | ф  | Кольори                     | Colors                   | Луїза Гомес                                                     |
| 1988 | ф  | Поцілунок вампіра           | Vampire's Kiss           | Альва Рестрепо                                                  |
| 1990 | ф  | Хижак 2                     | Predator 2               | детектив Леона Кантрелл                                         |
| 1991 | ф  | МакБейн                     | McBain                   | Крістіна Сантос                                                 |
| 1991 | с  | Вулиця Сезам                | Sesame Street            | у ролі себе (епізод "Floyd the Fluter-tooter needs a new home") |
| 1993 | ф  | Будинок духів               | The House of the Spirits | Трансіто Сото                                                   |
| 1993 | с  | Вулиця Сезам                | Sesame Street            | у ролі себе (епізод "The Worm Winter Games")                    |
| 1996 | ф  | Один на один                | For Which He Stands      | Тереза Рочетті                                                  |
| 1997 | ф  | Могила 38                   | Catherine's Grove        | Чарлі Васкес                                                    |
| 1997 | с  | Чиказька надія              | Chicago Hope             | Емма Скулл (2 епізоди)                                          |
| 1998 | с  | Няня                        | The Nanny                | Шеффілд (епізод "Immaculate Concepcion")                        |
| 1998 | с  | За межею можливого          | The Outer Limits         | Марі Александер (епізод "The Vaccine")                          |
| 2000 | тф | Рівно опівдні               | High Noon                | Гелен Рамірес                                                   |
| 2001 | ф  | Сліпа спека                 | Blind Heat               | Адріанна Скотт                                                  |
| 2002 | ф  | Серце Америки               | Heart of America         | Місіс Джонс                                                     |
| 2004 | с  | C.S.I.: Місце злочину Маямі | CSI: Miami               | Марісела Гонсалес (епізод "Blood Moon")                         |
| 2006 | с  | Відчайдушні домогосподарки  | Desperate Housewives     | Люсія Маркес (епізод "Thank You So Much")                       |
| 2006 | ф  | Матеріальні дівчата         | Material Girls           | Інез                                                            |
| 2007 | ф  | Мрець                       | The Dead One             | черниця                                                         |
| 2009 | ф  | Сходження чорного місяця    | Dark Moon Rising         | Сем Пантоя                                                      |
| 2009 | ф  | Бабій                       | Spread                   | Інгрід                                                          |
| 2012 | ф  | Повелителі Салема           | The Lords of Salem       | Аліса Маттіас                                                   |
| 2012 | ф  | Мистецтво підкорення        | Art of Submission        | Марія Санчес                                                    |
| 2018 | с  | Володар неба                | El Señor de los Cielos   | Нора Рекена (49 епізодів)                                       |